# Bundesstrasse 2

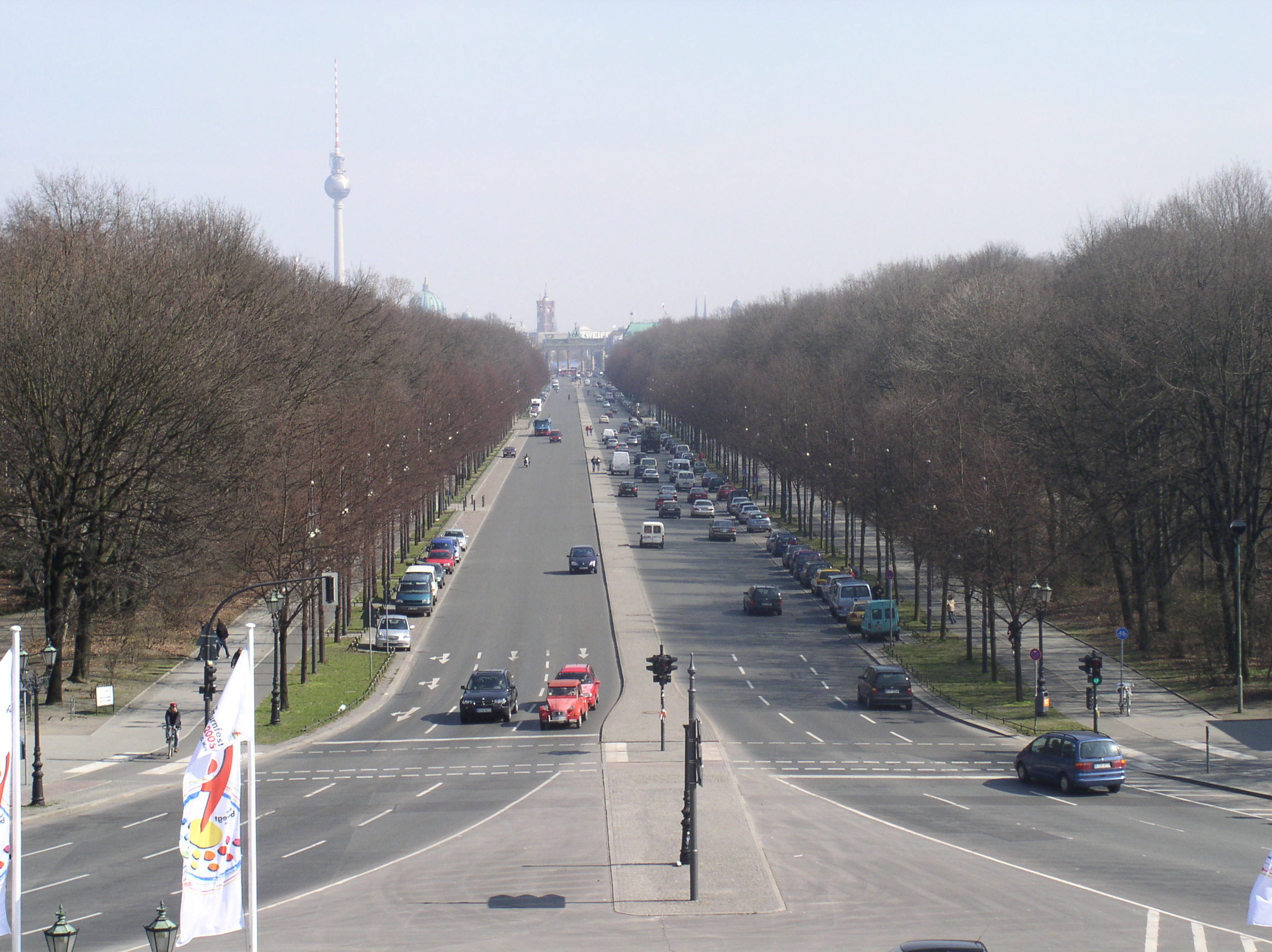
Bundesstrasse 2 (Strasse des 17. Juni) i Berlin.

Bundesstrasse 2 (B 2) är med cirka 845 km den längsta och en av de äldsta förbundsvägarna i Tyskland. Den går i nord-sydlig riktning från den tysk-polska gränsen vid Gartz (Oder) till den tysk-österrikiska gränsen vid Mittenwald. Dess historiska föregångare är Via Imperii (Kejsarrikets väg).
Den överensstämmer till stora delar med Tysk-Romerska rikets väg som fortsatte ända till Venedig. Den passerar i dag genom/förbi stora och/eller betydelsefulla städer som Berlin, Potsdam, Leipzig, Gera, Bayreuth, Nürnberg, Augsburg och München.